# محوطه بالانچ ۳
محوطه باستانی بالانچ ۳ مربوط به دوره اشکانیان است و در شهرستان ایرانشهر، بخش بمپور، دهستان بمپور غربی، روستای سردگال واقع شده و این اثر در تاریخ ۲۷ اسفند ۱۳۸۶ با شمارهٔ ثبت ۲۲۶۵۶ به‌عنوان یکی از آثار ملی ایران به ثبت رسیده است.